# Houmed Houssein Barkat
Houmed Houssein Barkat (geb. 4. April 2004) ist ein dschibutischer Schwimmer. Er trat bei den Olympischen Sommerspielen 2024 in Paris an.
Im Wettbewerb über 50 m Freistil schwamm er auf Rang 54.
Außerdem hat er an den Weltmeisterschaften 2019 in Gwangju, 2022 in Budapest, 2023 in Fukuoka und 2024 in Doha teilgenommen, sowie an den Kurzbahnweltmeisterschaften 2021 in Abu Dhabi, den Afrikaspielen 2023 in Accra und den Islamic Solidarity Games 2021.